# Kondratowy Wierch

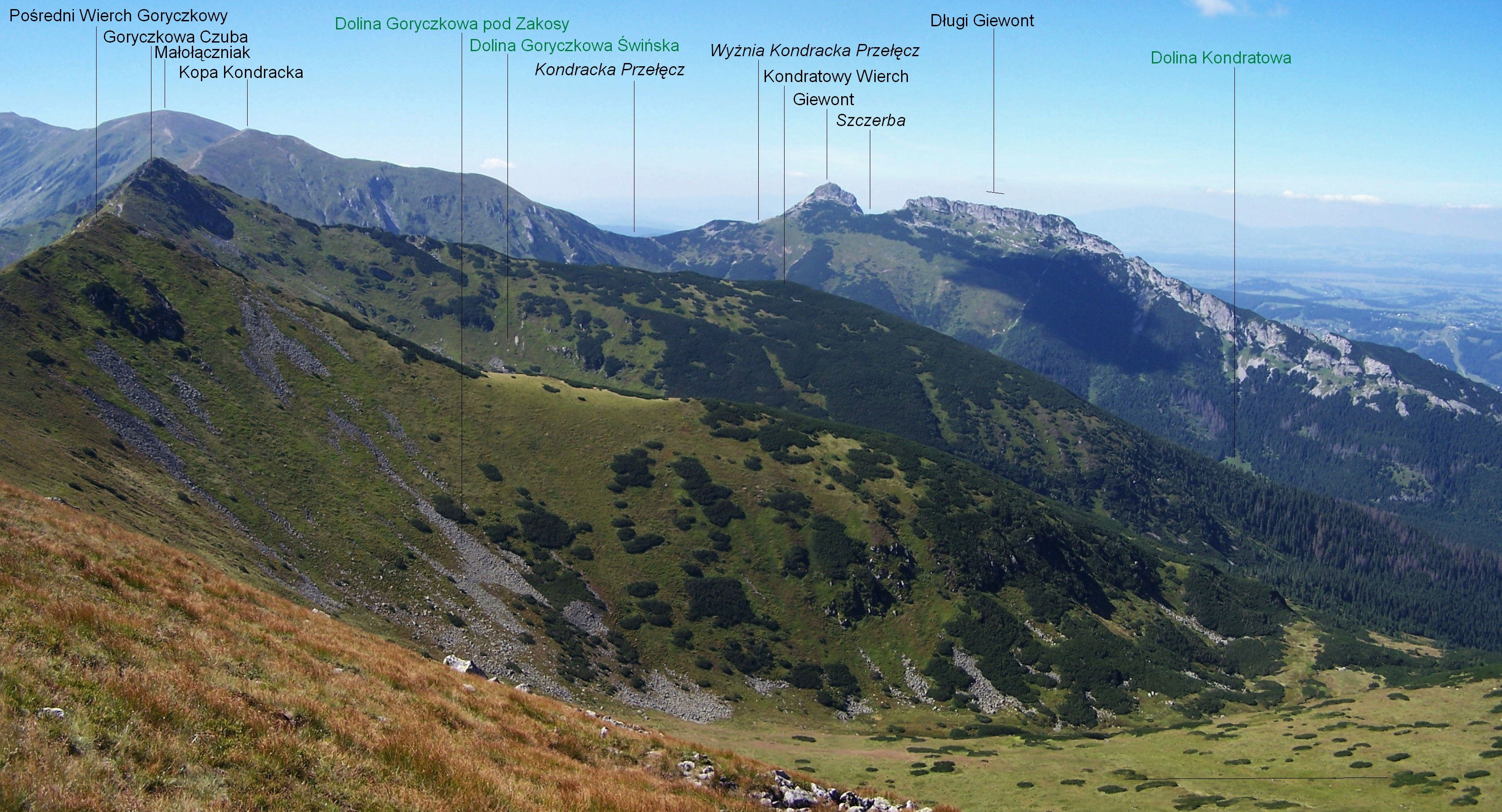
Widok z Kasprowego Wierchu

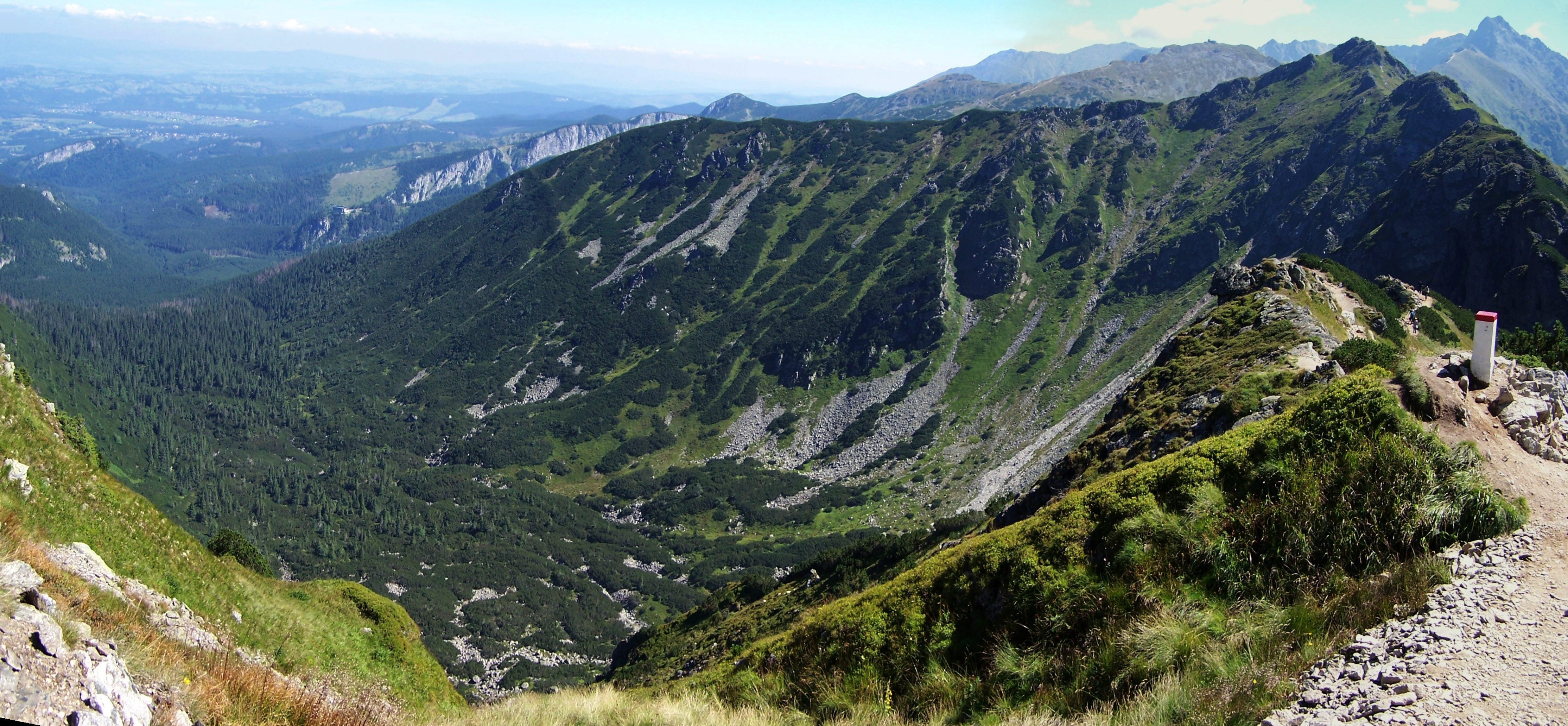
Widok z Suchego Wierchu Kondrackiego

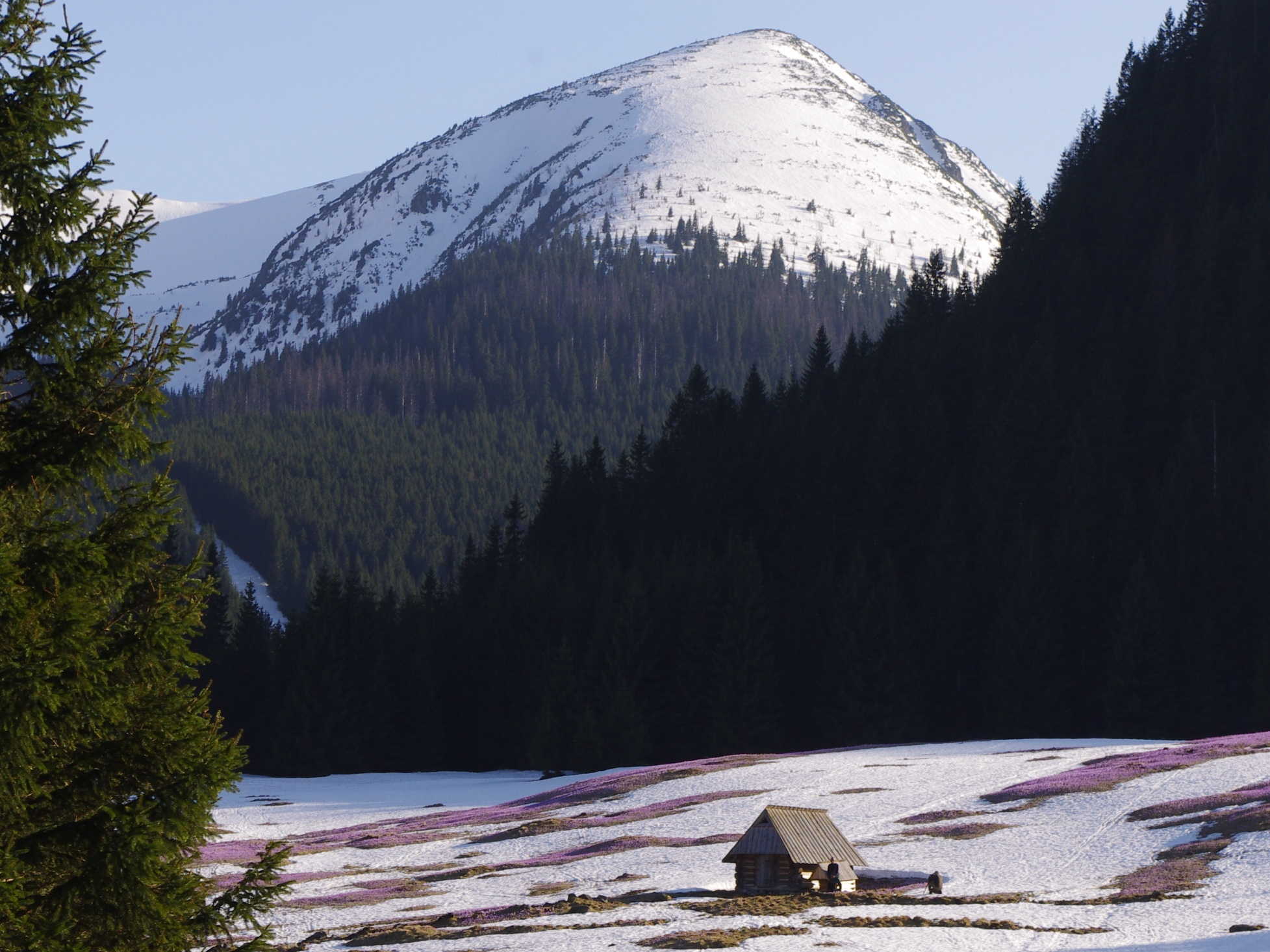
Północne stoki Kondratowego Wierchu

Kondratowy Wierch – północny grzbiet Goryczkowej Czuby w Tatrach Zachodnich. Zbiega od Kondratowego Przechodu (przełączka oddzielająca go od Goryczkowej Czuby) do Doliny Bystrej. Grzbiet ten oddziela od siebie dwie doliny będące jej odgałęzieniami: Dolinę Goryczkową i Dolinę Suchą Kondracką.
Nazwa jest myląca, w istocie bowiem w grzbiecie tym nie ma żadnego wierzchołka. Jego grań na długości ok. 600 m jest niemal pozioma. Podawany w niektórych źródłach wierzchołek 1777 m lub 1801 m to tylko miejsce załamania się grani; w północnym kierunku od tego miejsca grań opada bardziej stromo. Całkowita długość grani od wierzchołka Goryczkowej Czuby do jej podnóży wynosi ok. 2200 m.
W większości grzbiet jest porośnięty górnoreglowym lasem świerkowym i kosówką, jedynie górne partie pod Goryczkową Czubą są trawiasto-kamieniste. W zboczach wschodnich, ok. 100 m poniżej punktu, w którym grań się załamuje, opada do Niżniej Goryczkowej Równi żleb nazywany Żlebem Marcinowskich, którym czasami (rzadko) schodzą lawiny ze Żlebu Marcinowskich. 2 marca 1956 r. z Kondratowego Wierchu zeszła lawina, która zniszczyła znajdujące się na Niżniej Goryczkowej Równi dwa schroniska (Schronisko w Dolinie Goryczkowej i Schronisko Króla). Zginęło 5 osób: gospodarze schroniska (Zofia i Władysław Marcinowscy) oraz 3 żołnierzy WOP.
Kondratowy Wierch jest dobrze widoczny z polany na Kalatówkach. Jego lesiste północne stoki przesłaniają wyższą od niego Goryczkową Czubę. Nie prowadzą przez niego szlaki turystyczne. Jedynie jego dolnym, południowym podnóżem prowadzą dwie nartostrady.

## Nartostrady
– jednokierunkowa nartostrada z Kasprowego Wierchu przez Dolinę Goryczkową pod Zakosy do schroniska PTTK na Hali Kondratowej (odcinek przez stoki Kondratowego Wierchu jest zamykany przy 4. i 5. stopniu zagrożenia lawinowego),
 – jednokierunkowa z Kasprowego Wierchu przez Dolinę Goryczkową pod Zakosy i Niżnią Goryczkową Rówień, obok dolnej stacji wyciągu do Doliny Kondratowej poniżej Polany Kondratowej.